# Poblado Tierra y Libertad
Poblado Tierra y Libertad är en ort i Mexiko.   Den ligger i kommunen Ozuluama de Mascareñas och delstaten Veracruz, i den sydöstra delen av landet, 290 km norr om huvudstaden Mexico City. Poblado Tierra y Libertad ligger 19 meter över havet och antalet invånare är 763.
Terrängen runt Poblado Tierra y Libertad är platt. Runt Poblado Tierra y Libertad är det glesbefolkat, med 11 invånare per kvadratkilometer. Närmaste större samhälle är Paso Real, 7,3 km sydväst om Poblado Tierra y Libertad. Trakten runt Poblado Tierra y Libertad består till största delen av jordbruksmark.